# Herman Ridderbos
Herman Nicolaas Ridderbos (Oosterend (Littenseradeel), 13 februari 1909 - Kampen, 8 maart 2007) was een Nederlandse predikant en theoloog van de Gereformeerde Kerken in Nederland (tegenwoordig onderdeel van de Protestantse Kerk in Nederland (PKN)). Als zodanig was hij onder meer hoogleraar aan de Theologische Hogeschool Kampen (Oudestraat) waar hij college over het Nieuwe Testament gaf. Ook heeft hij diverse theologische publicaties op zijn naam staan.
Ridderbos was een zoon van Jan Ridderbos die eveneens hoogleraar in Kampen was en daar diverse theologische vakken doceerde. Ook zijn broer Nico Ridderbos was hoogleraar maar dan aan de Vrije Universiteit Amsterdam waar deze onderwees in het Oude Testament.
Herman Ridderbos bekwaamde zich aan de Theologische Hogeschool te Kampen alsmede aan de Vrije Universiteit te Amsterdam in de theologie. Na zijn afstuderen betrok hij in 1934 zijn eerste betrekking als predikant te Eefde-Gorssel in de Achterhoek. Op 13 november 1936 promoveerde hij cum laude bij professor Frederik Willem Grosheide op een studie over "De strekking van de bergrede naar Matteüs". In 1939 vertrok hij naar Rotterdam-Charlois om aldaar het predikantschap uit te oefenen. Op 21 januari 1943 werd hij hoogleraar te Kampen, in 1975 ging hij met emeritaat.
Tijdens zijn hoogleraarschap schreef hij diverse theologische boeken. In 1966 kwam zijn meest belangrijke publicatie van de pers, "Paulus. Ontwerp van zijn Theologie". Een van zijn laatste grote werken was een commentaar op het Evangelie volgens Johannes.
 
Ridderbos legde in zijn publicaties vooral de nadruk op het heilshistorische karakter van het evangelie. Daarmee wordt bedoeld dat het christelijke heil de geschiedenis van de mensheid is binnengetreden, in theologische termen dat 'het Woord vlees is geworden', waarmee wordt bedoeld dat Gods Zoon (dat is Jezus Christus) mens is geworden.
Binnen de Gereformeerde Kerken in Nederland heeft Ridderbos veel invloed uitgeoefend. Onder andere door zijn artikelen in het Gereformeerd Weekblad genoot hij ook bekendheid bij de gewone kerkganger. In het conflict uit de jaren zeventig rond de gereformeerde theoloog Herman Wiersinga over de verzoening nam hij het op voor de klassieke verzoeningsleer die uitgaat van de verzoening door voldoening (de klassieke verzoeningsleer is onder meer onder woorden gebracht door Anselmus van Canterbury, een befaamde Italiaans-Britse theoloog uit de middeleeuwen. In de gereformeerde belijdenis wordt deze gedachte over de verzoening voluit beleden. Veel gereformeerden zien hierin het hart van het evangelie). Ridderbos beschouwde de evangeliën als een verslag van wat er werkelijk omtrent Jezus had plaatsgevonden en hoe Jezus zichzelf had geopenbaard en niet als een opvatting van bepaalde christenen van het eerste uur.
In het kerkelijk conflict over Wiersinga en het gezag van de Bijbel had Ridderbos graag gezien dat de Gereformeerde Kerken in Nederland op één orthodoxe lijn waren blijven zitten maar hij moest later tot zijn spijt vaststellen dat ze de kant van de toenmalige Nederlandse Hervormde Kerk waren opgegaan, namelijk dat er ook binnen zijn gereformeerd kerkgenootschap diverse godsdienstige opvattingen naast elkaar waren gaan staan. Desondanks meende hij niet dat zijn kerk in vrijzinnig vaarwater was terechtgekomen, wel dat er sprake was van een zekere mate van afval van het orthodox-gereformeerde geloofsgoed.
Ook in het buitenland heeft zijn denken invloed uitgeoefend. Verschillende van zijn boeken zijn vertaald en herdrukt in het Engels, Spaans, Portugees, Koreaans en Indonesisch.
Herman Ridderbos overleed thuis op 98-jarige leeftijd.

## Publicaties
- De komst van het Koninkrijk - 1950, Kampen
- Het Evangelie volgens Matteüs (Korte Verklaring der Heilige Schrift) - 1954, Kampen
- Heilsgeschiedenis en heilige Schrift van het Nieuwe Testament - 1955, Kampen
- Aan de Romeinen (Commentaar op het Nieuwe Testament) - 1959, Kampen
- Paulus. Ontwerp van zijn theologie - 1966, Kampen
- Het Woord, het Rijk en onze verlegenheid - 1968, Kampen
- Zijn wij op de verkeerde weg? Een bijbelse studie over de verzoening - 1972, Kampen
- The coming of the Kingdom - 1976, Philadelphia
- Paul and Jesus - 1977, Nutley
- Het Woord is vlees geworden : beschouwingen over het eigen karakter van het Evangelie van Johannes - 1979, Kampen
- Het evangelie volgens Johannes. Proeve van een theologische exegese (deel 1) - 1987, Kampen
- Het evangelie volgens Johannes. Proeve van een theologische exegese (deel 2) - 1992, Kampen